# Cornelia van Nijenroode

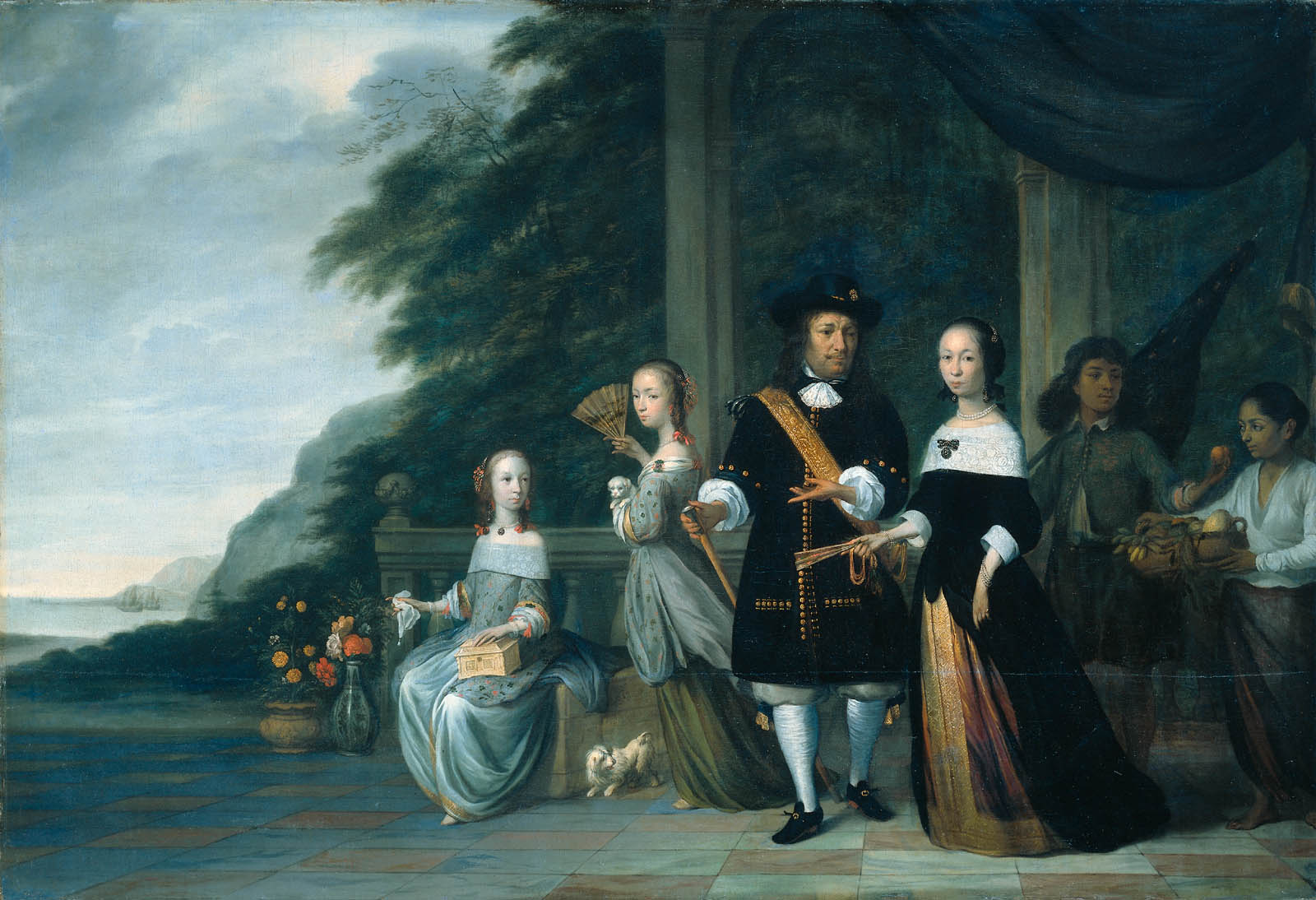
Portret van Pieter Cnoll en Cornelia van Nijenroode bij hun buitenhuis door Jacob Jansz. Coeman (1665).

Cornelia van Nijenroode (Japan, rond 1629 - 1691) was een vermogende Nederlands/Japanse vrouw die bekend werd door een echtscheidingszaak, waarbij de als "ontembaar" bekendstaande Van Nijenroode streed voor een recht dat naar moderne opvattingen ook de gehuwde vrouw toekomt: handelingsbekwaam over eigen vermogen. Historicus Leonard Blussé vereeuwigde haar in zijn roman Bitters Bruid.

## Jeugd
Van Nijenroode was de dochter van een VOC-opperhoofd in het Japanse Hirado, Cornelis van Nijenrode, en zijn  concubine, de Japanse Surishia, uit de plaatselijke bevolking van Hirado.
Haar vader had naast Surishia ook een verhouding met zijn concubine Tokeshio, bij wie hij ook een dochter had, Hester. Van Nijenroode had in zijn testament opgenomen dat de meisjes, die zijn erfgenamen waren, een christelijke opvoeding moesten krijgen. Na het overlijden van Van Nijenroode bemoeide zijn opvolger, het opperhoofd Pieter van Santen, zich met de opvoeding van de beide dochters, maar Van Santen werd door de VOC teruggeroepen. Hoewel hun moeders voor de kinderen zorgden, werden de beide meisjes, die vanwege de erfenis niet onbemiddeld waren, als wezen beschouwd en door Nicolaes Coeckebacker in november 1637 naar Batavia gezonden, waar ze in een weeshuis werden geplaatst.

## Het eerste huwelijk
In 1643 werd Cornelia gedoopt in Batavia. In 1652 trouwde de toen circa 21-jarige Cornelia met Pieter Cnoll, een kassier in het kasteel van Batavia. Hij maakte carrière als boekhouder en in de plaatselijke schutterij. In die functie zijn Cnoll en zijn echtgenote Cornelia van Nijenrode rond 1665 geportretteerd door Jacob Jansz. Coeman. Het echtpaar had de beschikking over een huis aan de Tijgersgracht, een buiten, een karos en veertig tot vijftig slaven, die dienst deden in de huishouding of op het erf. Het echtpaar kreeg zes dochters en vier zonen, waarvan slechts één zoon de volwassen leeftijd behaalde.

## Het tweede huwelijk
Nadat Cnoll op 17 februari 1672 was gestorven, werd Van Nijeenroode als weduwe handelingsbekwaam over het vermogen van haar man. Zij hertrouwde in maart 1676 met de jurist en weduwnaar Joan Bitter. De heethoofdige Bitter leek de Heren XVII aanvankelijk niet heel geschikt voor een functie als Raad van Justitie, maar in 1674 werd Bitter, die in Harderwijk had gestudeerd, na veel vijven en zessen toch aangesteld. In januari 1675 was het gezin Bitter vanuit Texel met de Ceylon naar de Oost vertrokken. Toen zijn vrouw onderweg overleed, zag Bitter zich gesteld voor de opvoeding van vijf kinderen. Zijn oog viel op Cornelia, een rijke weduwe, die toehapte, maar wel zo slim was huwelijkse voorwaarden te stellen. Cornelia vond van haar kant dat een huwelijk met een Raad van Justitie wel voordelen had, omdat zij met allerlei bedrog te maken had bij het beleggen van de erfenis van haar man.
Hoe het huwelijk van Cornelia en Joan Bitter en het einde daarvan zich ontwikkelde is door Leonard Blussé beschreven in zijn boek Bitters Bruid. De echtgenoten kregen al gauw ruzie, aangezien volgens Van Nijenroode Bitter haar alleen om het geld had getrouwd. Nu ze getrouwd was, had ze echter haar handelingsbekwaamheid over haar eigen vermogen verloren en had haar nieuwe echtgenoot die overgenomen. Cornelis Speelman en Constantin Ranst werden ingeschakeld om te bemiddelen. In november 1679 scheidde het echtpaar van tafel en bed. Omdat Bitter was betrapt op de smokkel van diamanten, voer hij in 1680 terug naar Holland; ontslagen en veroordeeld. Bitter keerde drie jaar later terug naar Batavia als raad van Justitie. De diamantensmokkel werd hem vergeven. De zaak liep verder op en het echtpaar werd in december 1687 door Johannes Camphuys, die genoeg had van de ruzie, naar Holland gezonden. Beide echtelieden voeren gescheiden op twee schepen naar patria. Van Nijenroodes enig overgebleven zoon voer mee. Nog voordat Kaapstad bereikt werd, overleed hij. In Holland werd de echtscheidingszaak voor de rechtbank gebracht. In juli 1691 volgde de uitspraak. Van Nijenroode mocht niet scheiden en werd verordonneerd met haar man verder te leven. Hij kreeg de beschikking over de helft van haar vermogen, evenals het vruchtgebruik over haar bezittingen. Op de zitting in hoger beroep kwam Van Nijenroode niet meer opdagen, wellicht omdat ze was overleden. Bitter vestigde zich in Wijk-bij-Duurstede en werd benoemd tot burgemeester; hij stierf in 1714.

## Bron
- Leonard Blussé (1997) Bitters bruid. Een koloniaal huwelijksdrama in de Gouden Eeuw. Uitgeverij Balans. ISBN 9050183530